# Кузнецов Сергій Макарович
Кузнецов Сергій Макарович (нар. 19 серпня 1922, Москва , помер 04 серпня 1986) — український вчений-історик та педагог.

## Життєпис
Після закінчення середньої школи був призваний до Червоної Армії. Брав участь у боях з німецькими військами. У січні 1942 року, коли відбувався контрнаступ під Москвою, рядового С. М. Кузнєцова було тяжко поранено під час розвідувальної операції. Внаслідок поранення він втратив руку.
Після одужання, незважаючи на тяжке поранення, вів активний спосіб життя, працюючи в евакогоспіталі в Ярославлі.
У подальшому він обрав професію дослідника та викладача. Після навчання (спочатку в Ярославському педагогічному інституті, потім у Київському педагогічному інституті) працював у Полтавському педагогічному інституті та Черкаському педагогічному інституті.
У 1952—1955 роках С. М. Кузнєцов навчався в аспірантурі Академії суспільних наук при Центральному Комітеті КПРС. Після успішного закінчення Академії та захисту кандидатської дисертації С. М. Кузнєцов працював у Черкаському педагогічному інституті на посадах доцента та завідувача кафедри.

## Наукова діяльність

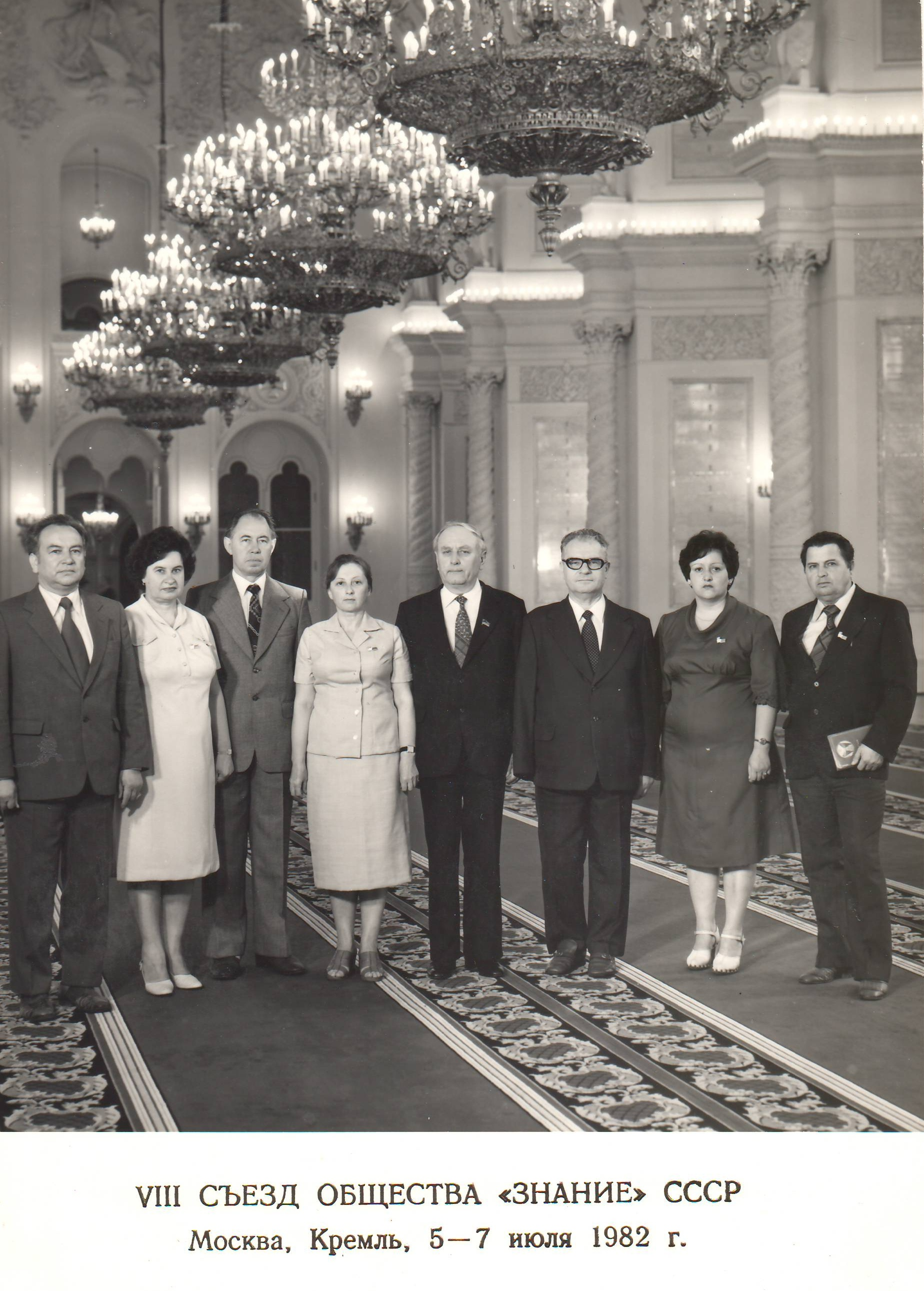
Сергій Кузнецов (VIII З'їзд Товариства "Знання")

Багато років свого життя він присвятив науковій та педагогічній роботі в Черкаському педагогічному інституті, який згодом отримав назву Національного університету імені Богдана Хмельницького.
На всіх займаних посадах виявив себе здібним організатором та керівником кафедри. Як викладач, домагався високого рівня знань студентів з історії. Студентські наукові роботи, написані під його керівництвом, неодноразово відзначались на республіканських турах Всесоюзних конкурсів.

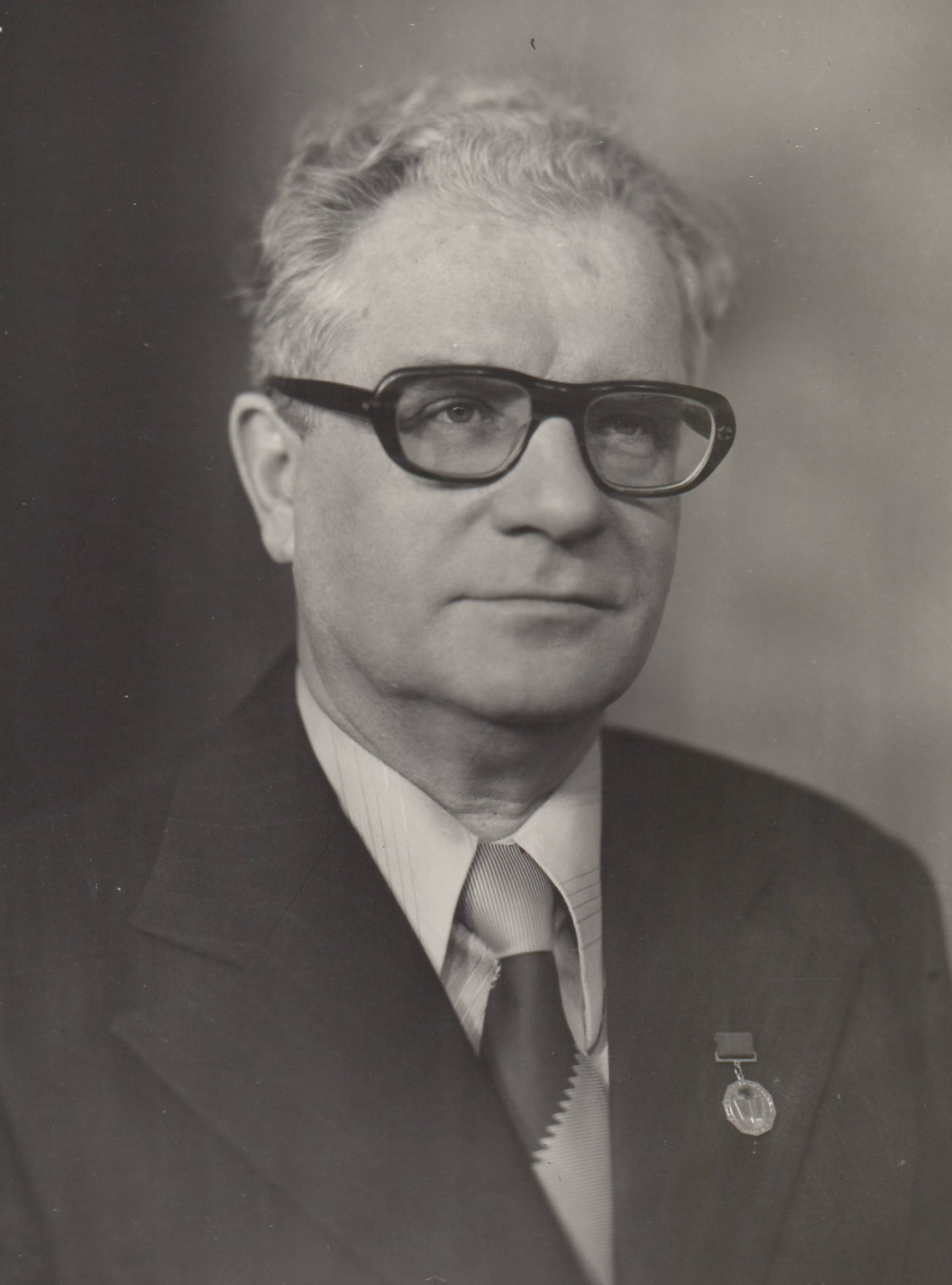
Сергій Макарович Кузнецов

Кузнецов Сергій Макарович успішно вів науково-дослідну роботу. Як член авторських колективів, брав участь у виданні «Історії міст та сіл Української РСР (Черкаська область)» (Інститут історії Академії наук України, 1972. Головна редакція Української радянської енциклопедії Академії наук України).

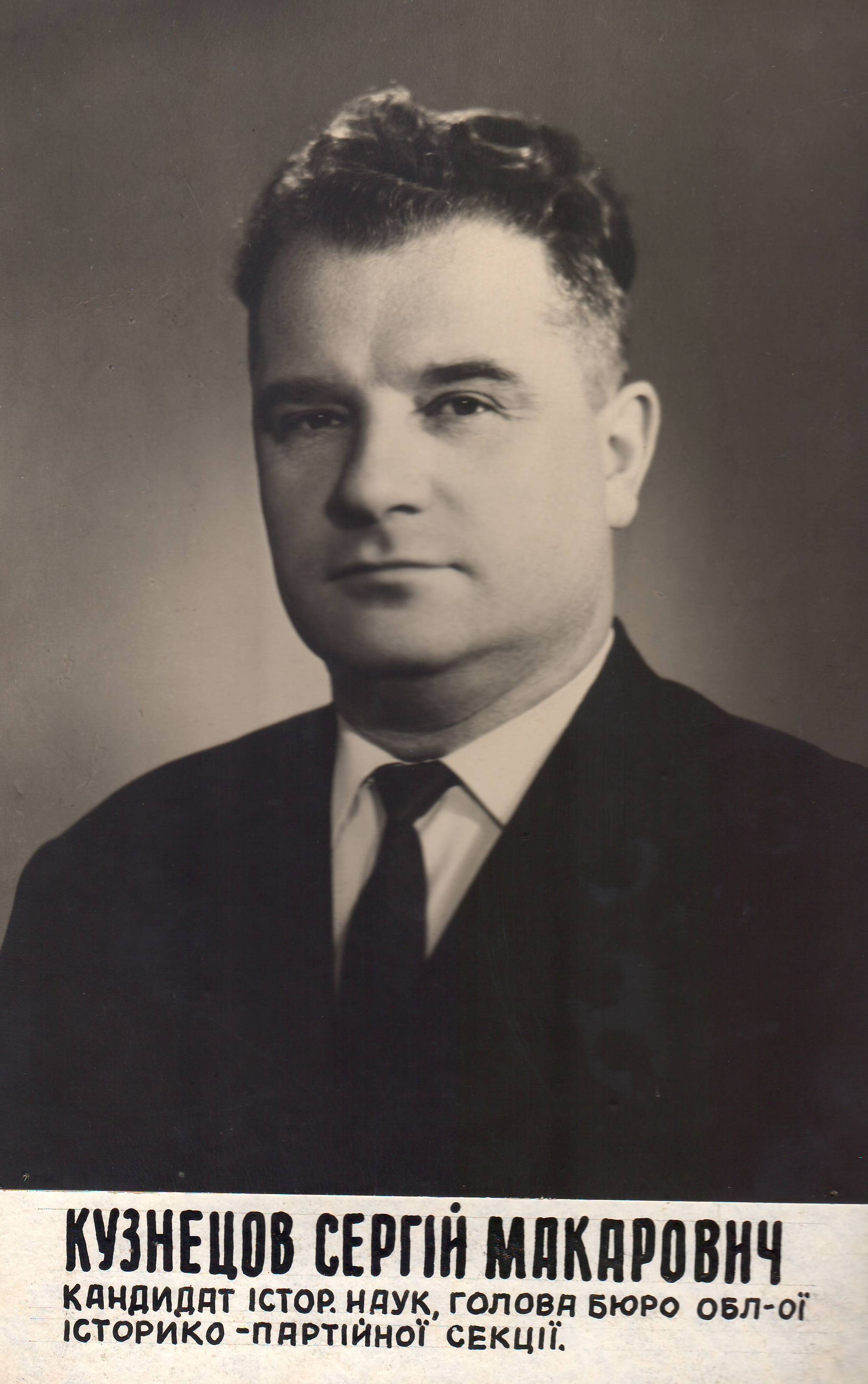
Сергій Кузнецов

Має понад сто (110) публікацій з історії України та Радянського Союзу.
Багато років С. М. Кузнєцов обирався заступником секретаря парткому Черкаського педагогічного інституту, був заступником голови президії обласної організації товариства «Знання», головою Черкаського міського відділення товариства «Знання», завідувачем кафедри університету Черкаського педагогічного інституту, позаштатним лектором, керівником історичної групи та керівником науково-методичної Ради заочної вищої партійної школи при Черкаському обкомі Компартії України, викладачем історії Черкаського гарнізонного університету при будинку офіцерів черкаського гарнізону.

## Нагороди
За роки своєї праці С. М. Кузнєцов неодноразово відзначався урядовими нагородами та грамотами. Нагороджений орденами Вітчизняної війни 1 ступеня, двома орденами Трудового Червоного Прапора, Червоної Зірки, «Знаком Пошани», дванадцятьма медалями, у тому числі «За відвагу» та «За бойові заслуги», медаллю ім. Макаренка, Почесною Грамотою Президії Верховної Ради Української РСР.
Має звання «Заслужений працівник вищої школи Української РСР».